# Großes Meer (Südbrookmerland)
Das Große Meer ist ein natürlich entstandener Niedermoorsee und liegt zwischen Aurich und Emden bei Bedekaspel im Südbrookmerland, am Rande der ostfriesischen Geest im Übergang zur Emsmarsch. Der See ist mit einer freien Wasserfläche von etwa 289 Hektar (mit Röhrichtverlandungszonen ca. 400 ha) der viertgrößte See in Niedersachsen. Das Große Meer ist – bis auf wenige tiefere Stellen – nur 0,5 bis 1,0 Meter tief. Es gliedert sich in zwei nahezu getrennte Wasserflächen (Nord- und Südteil). Eine Besonderheit ist, dass der mittlere Wasserstand durch künstliche Entwässerung 1,4 Meter unter dem Meeresspiegel liegt.

## Geschichte
Das Naturschutzgebiet „Südteil Großes Meer“ wurde 1974 ausgewiesen und wird von einem 2500 Hektar großen Landschaftsschutzgebiet umgeben. Der Nordteil wird dagegen als Freizeit- und Erholungsgebiet genutzt und bietet Raum für Angel- und Wassersport. Allerdings darf das Große Meer nicht mit Verbrennungsmotorbooten befahren werden, wohl aber die umliegenden Kanäle, wobei eine Geschwindigkeit von 5 km/h (Schrittgeschwindigkeit) zum Schutz von Uferbefestigungen, Ufervegetation und Gelegen nicht überschritten werden darf.
Im April 2008 wurde der neue 3-Meere-Weg eingeweiht. Ein Rundweg entlang der 3 Meere: Großes Meer, Kleines Meer und Loppersumer Meer, der nicht nur durch die Überfahrt mit sogenannten Pünten eine touristische Attraktion ist, sondern auch zur besseren Verbindung der Orte: Bedekaspel und Bedekaspeler Marsch und zur Förderung des Naturerlebnisses und -verständnisses. Es gibt zwei Strecken, eine von ca. 15 km und eine von ca. 30 km Länge.
Zwischen 2009 und 2012 wurden an den Zu- und Abflüssen des Großen Meeres vier Stauwehre gebaut, mit denen der Wasserspiegel auf 1,1 m unter NN angehoben werden kann. Ziele der Maßnahme waren ein besserer Hochwasserschutz und eine natürlichere Wasserstandsdynamik. Ein Einsatz der Wehre erfolgt ausschließlich im Winter für maximal 14 Tage.
Mit seinem ausgedehnten Schilf-/Röhrichtgürtel und dem angrenzenden Feuchtgrünland sind  das Große Meer und sein Umfeld ein Brut- und Lebensraum von überregionaler Bedeutung. Uferschnepfe, Bekassine, Kiebitz, Sumpfohreule, Rohrweihe, Kornweihe, Rohrdommel, Schilfrohrsänger, Blaukehlchen und Rohrammer sind einige der für den Naturschutz wertbestimmenden Brutvogelarten. Im Winter rasten hier Grau- und Blässgänse in riesigen Scharen. Während der Brut- und Setzzeit (1. April bis zum 15. Juli) müssen Hunde an der Leine geführt werden.
Südwestlich des Großen Meeres liegt das Kleine Meer, auch „Hieve“ genannt. Westlich des Nordteils des Großen Meeres befindet sich das Loppersumer Meer. Das ehemalige „Siersmeer“ und das „Heerenmeeder Meer“ (?) im südlichen Teil des Naturschutzgebietes sind vollständig verlandet und weisen das Stadium eines Großseggenrieds mit Übergängen zum Grauweidengebüsch auf.

## Tourismus
Für die Gemeinde Südbrookmerland bildet vor allem der Bereich am Nordteil des Großen Meeres ein touristisches Zentrum. Dort gibt es seit Jahrzehnten eine große Ferienhaussiedlung. In den vergangenen Jahren wurde das touristische Angebot immer weiter ausgebaut. So eröffnete im Juni 2015 am nordöstlichen Ufer des Großen Meeres eine neue Tourismuszentrale. Die südbrookmerland Touristik GmbH, eine Tochter der Gemeinde Südbrookmerland, hat dort ihren Sitz. Betrieben werden ein Veranstaltungsraum, eine Tourist-Info und ein Sanitärgebäude. Außerdem gibt es zwei Campingplätze und einen Wohnmobilstellplatz.

## Wassersport

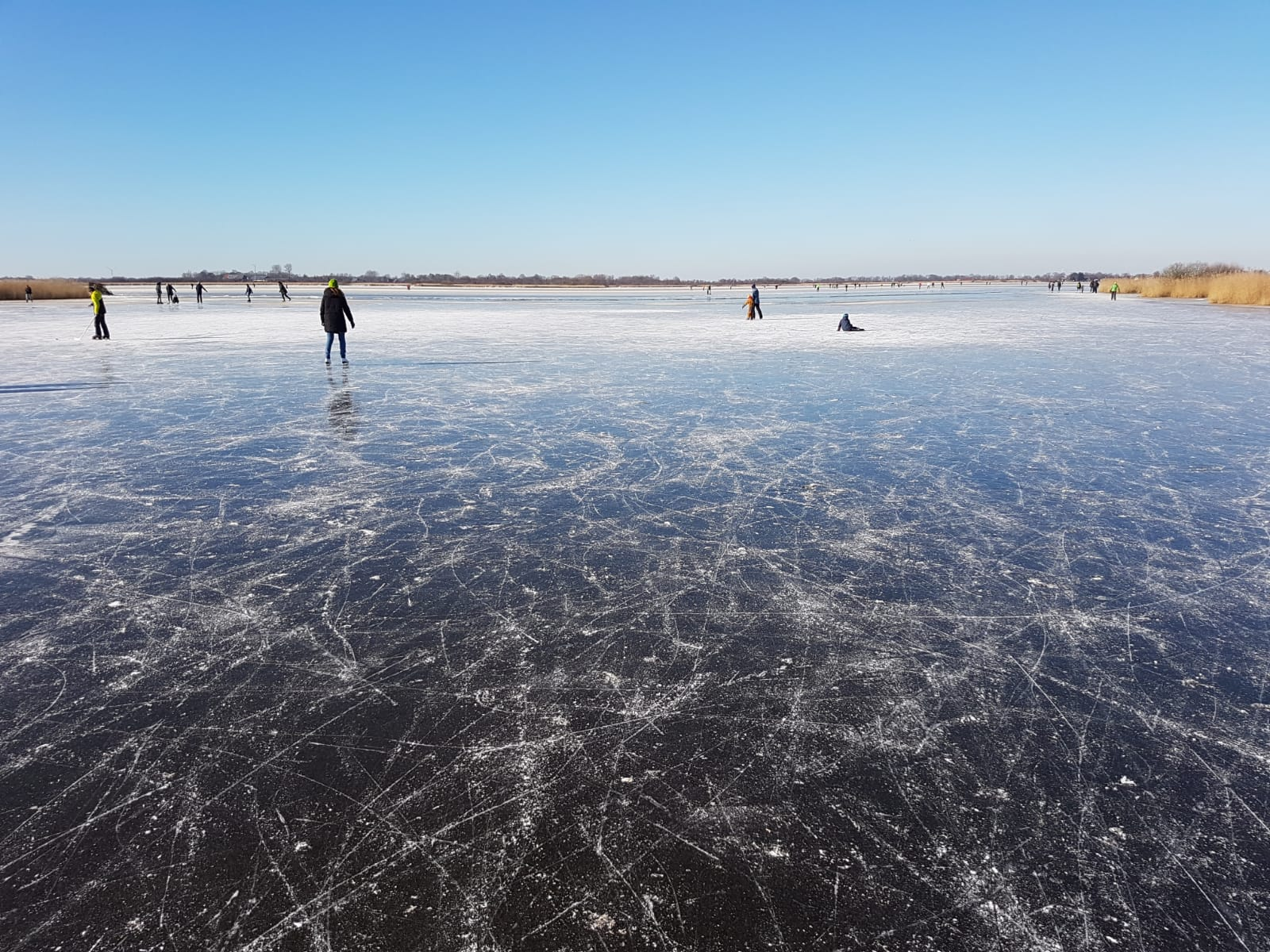
Das Große Meer lockt regelmäßig Eisläufer, in Ostfriesland auch Schöfler genannt, an.

Das Große Meer ist weit über die Grenzen Ostfrieslands als Wassersportrevier bekannt und beliebt. Unter anderem sind Windsurfen, Segeln und Kanufahren möglich. Vor Ort gibt es eine Surfschule sowie mit dem Segelclub "Großes Meer" und dem Yachtclub Aurich zwei aktive Segelsportvereine. Die Südbrookmerland Touristik GmbH, eine hundertprozentige Tochter der Gemeinde Südbrookmerland, betreibt zudem eine Paddel- und Pedalstation, an der unter anderem Kanus, Kajaks und Tretboote vermietet werden. Einmal im Jahr veranstaltet die Touristik GmbH am Großen Meer ein Sommerfest, bei dem es auch eine Kanuregatta für kostümierte Hobbygruppen gibt. In den Jahren 2020 und 2021 fiel das Sommerfest jedoch wegen der Covid-19-Pandemie aus.
Im Winter zieht das Große Meer regelmäßig tausende Schlittschuhläufer, in Ostfriesland auch Schöfler genannt, an. Durch seine zumeist geringe Tiefe genügen schon einige frostige Tage, um eine tragende Eisschicht zu bilden.

## Bildergalerie

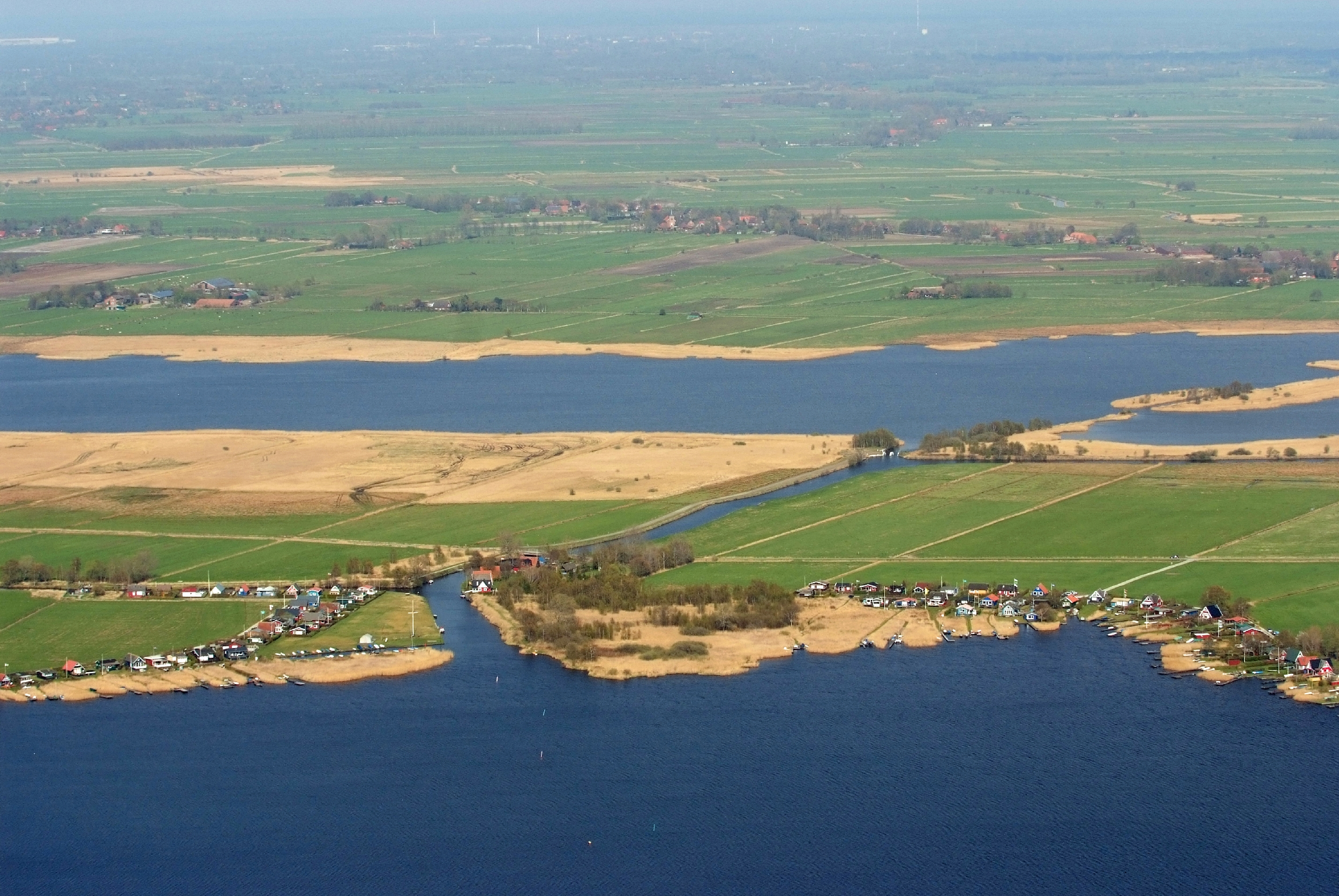
Kleines Meer (vorne) und Großes Meer (hinten) aus der Luft, Mai 2013
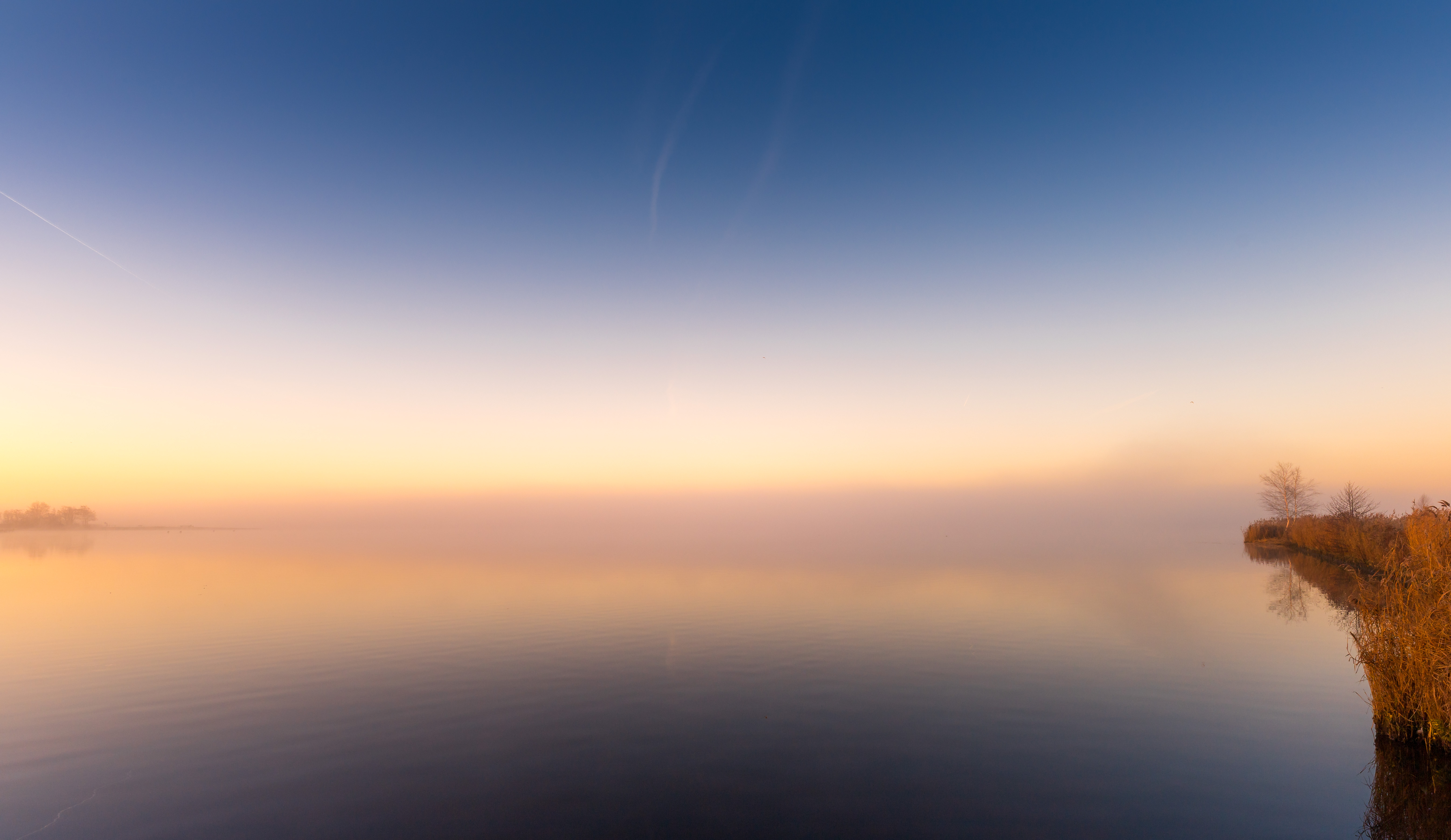
Blick auf das Große Meer (2021)
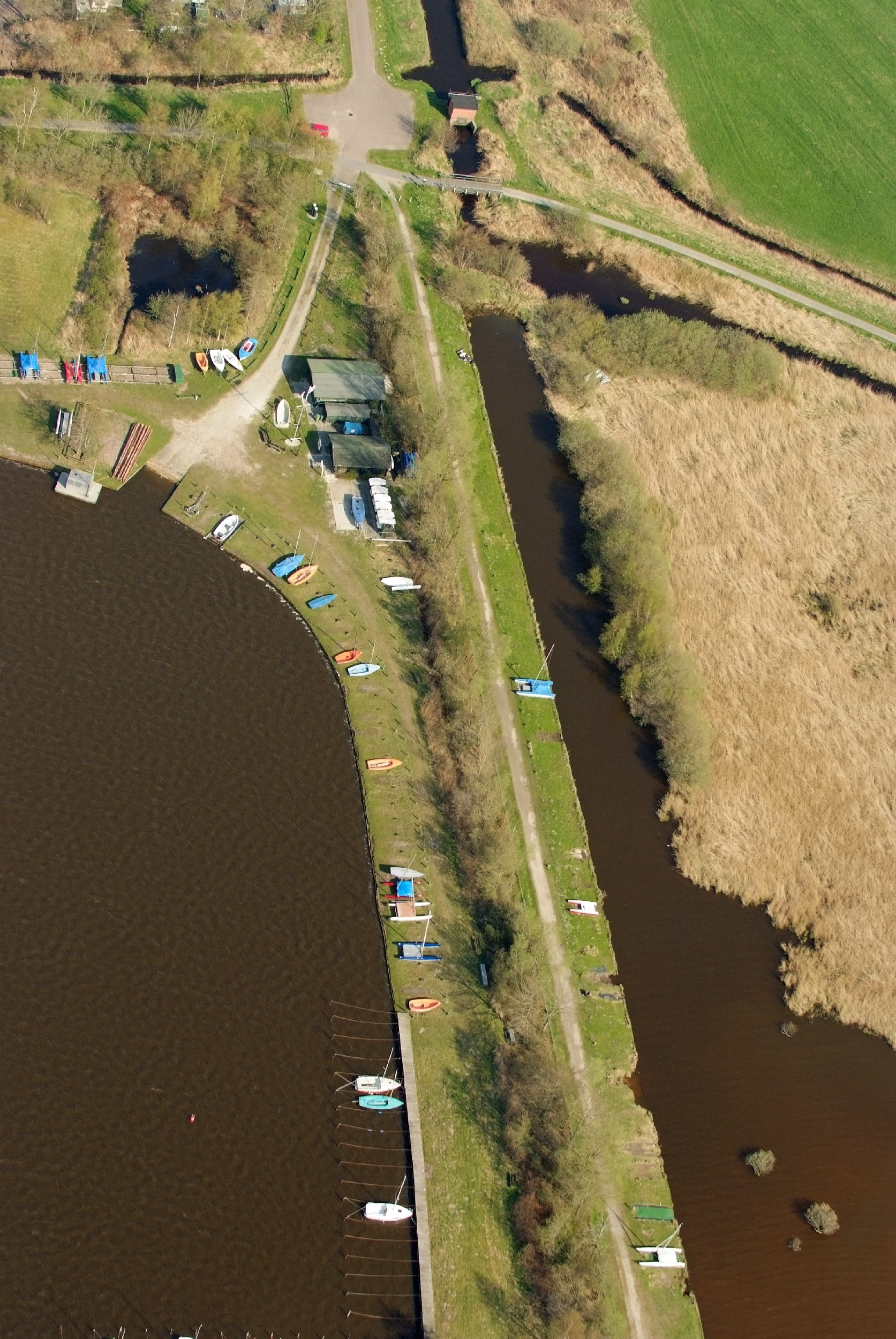
Bootsliegeplätze am Nordrand des Großen Meeres, Mai 2013
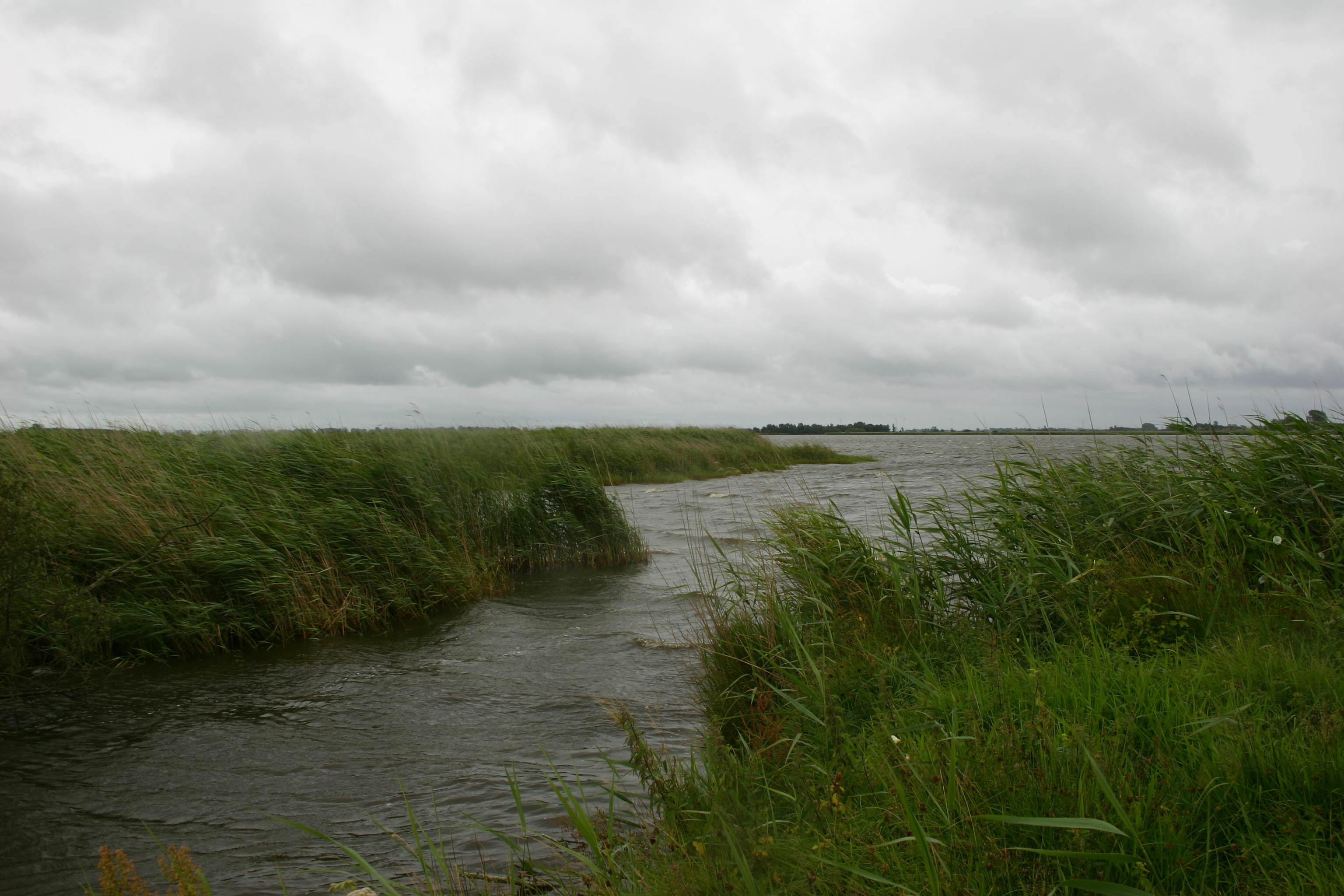
Verlandungszone an den Ufern des Großen Meeres, Juli 2011
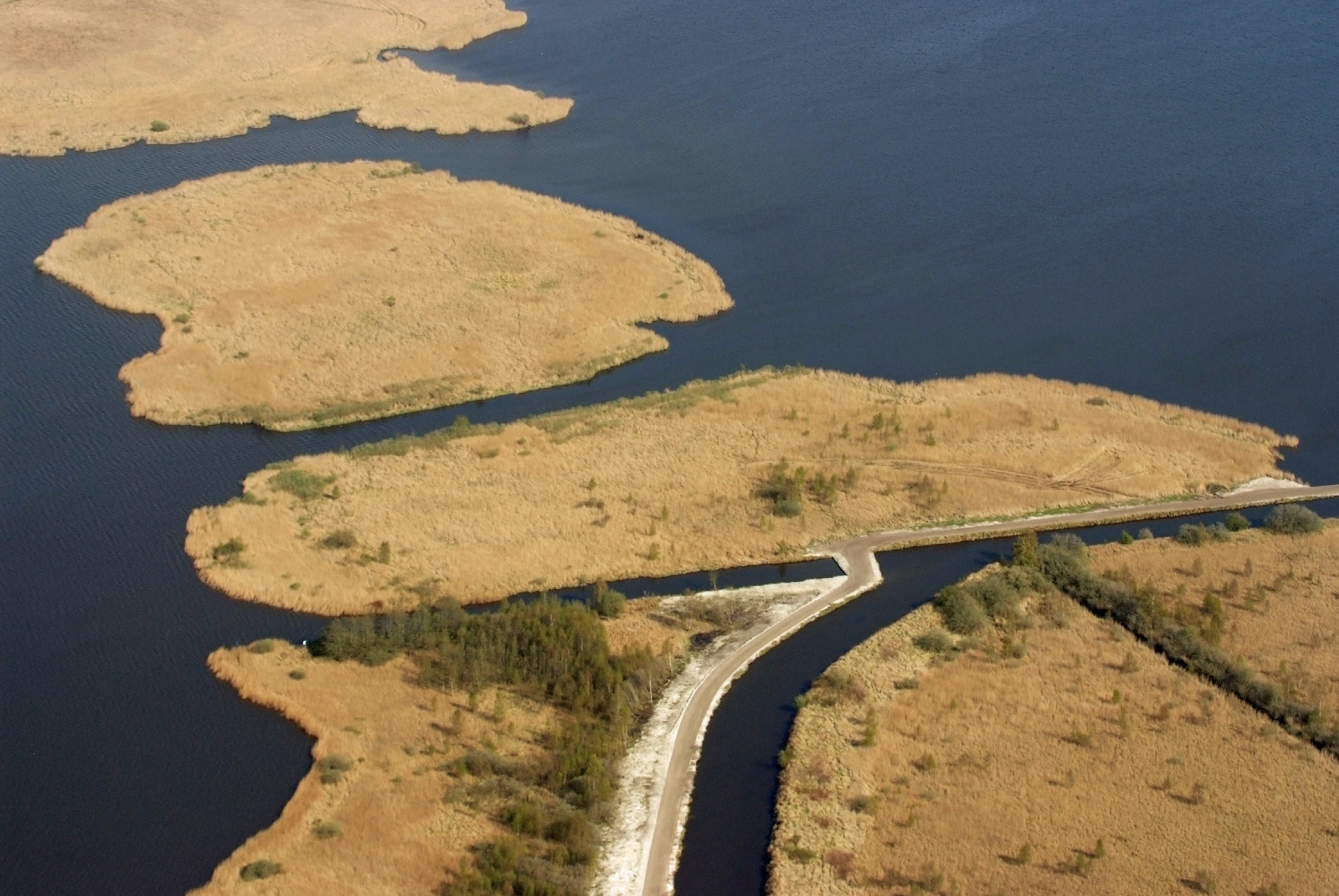
Luftaufnahme der Schilfzonen am Großen Meer, Mai 2013